# Laudenbach (Main, Laudenbach)
Der Laudenbach ist ein etwas über 2 Kilometer langer und linker Zufluss des Mains bei Laudenbach im unterfränkischen Landkreis Miltenberg, der aus dem Zusammenfluss von Brunnthal und Landelgraben westlich von Laudenbach entsteht.

## Name
Der Name Laudenbach besteht aus den mittelhochdeutschen Wörtern lût und bach und bedeutet rauschender, lauter Bach. Der Laudenbach gab dem Ort Laudenbach seinen Namen.

## Geographie

### Quellbäche

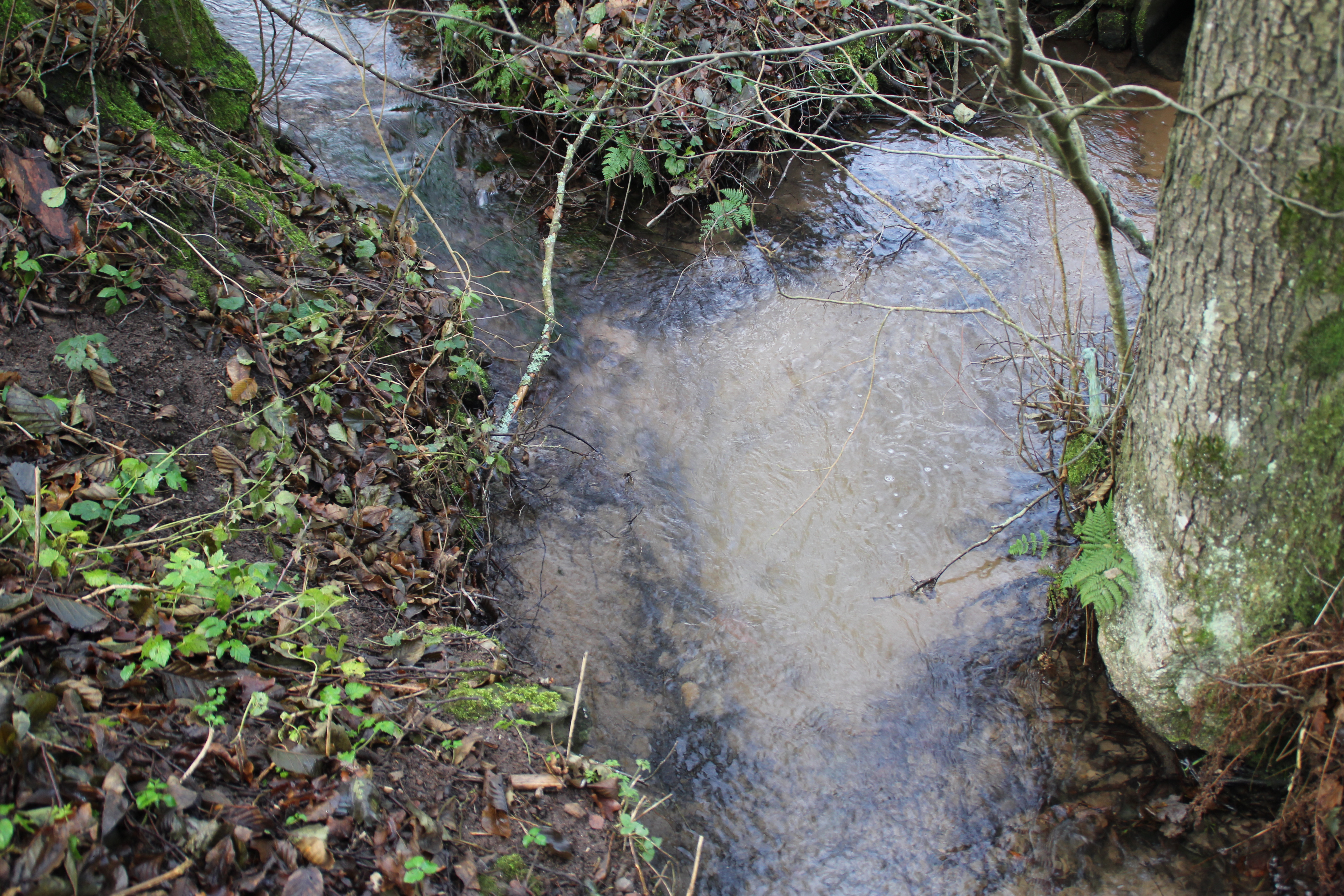
Zusammenfluss von Brunnthal (hinten rechts) und Landelgraben (hinten links) zum Laudenbach (vorne rechts)

#### Brunnthal
Der  etwa 1,7 km lange Bach im Brunnthal entspringt nordwestlich des zu Michelstadt gehörenden, gleichnamigen Weilers. Er verläuft in südöstliche Richtung.

#### Landelgraben
Die Quelle des ebenfalls etwa 1,7 km langen Landelgraben liegt östlich vom Bremhof. Er fließt nach Nordosten.

### Verlauf
Nach dem Zusammenfluss der Quellbäche verläuft der Laudenbach in östliche Richtung nach Laudenbach. Noch am Ortsanfang läuft nahe an der Fuchsmühle von rechts der Molkengraben zu, schon im Ortsbereich dann der Schindgraben. Im Ort wird er auch vom Überlauf der großen Trinkwasserquelle Mühlbachquelle verstärkt. Er unterquert die Bundesstraße 469 und mündet in den Main.